# Lavoro onirico
Sigmund Freud definisce il concetto di lavoro onirico all'interno dell'Interpretazione dei sogni (1899). 
Secondo tale modello, se il sogno è considerato come una sequenza apparentemente irrazionale e alogica di eventi, si possono distinguere al suo interno due tipi di contenuti: il contenuto manifesto (ciò che noi ricordiamo del sogno al risveglio) e il contenuto latente (il contenuto effettivo e profondo del sogno). 
Il compito del "lavoro onirico", svolto dal sistema intrapsichico, è di trasformare il "contenuto latente" di un sogno (cioè i suoi significati psicologici reali, che come tali potrebbero causare forte ansia nel soggetto), in un "contenuto manifesto", più facilmente rappresentabile e tollerabile. 
Il lavoro onirico, che si basa sulla trasformazione del contenuto latente in contenuto manifesto, è caratterizzato da 4 meccanismi onirici:
1. CONDENSAZIONE, una stessa immagine può rappresentare diverse catene associative (es. se sogno la madre, essa può associarsi a qualsiasi cosa mi nutra).
2. SPOSTAMENTO, un elemento racchiuso nel contenuto latente (a noi nascosto) viene sostituito da una sua allusione, avviene perciò uno spostamento (es. sognare un cavallo allude al padre e solo ad esso. Questo accade perché spesso abbiamo desideri rimossi che ci sembrano proibiti come il fatto di aver voluto nella nostra infanzia avere un rapporto sessuale con il padre, perciò sognare di andare a cavallo simboleggia un atto sessuale col padre).
3. RAPPRESENTAZIONE PLASTICA O RIGUARDO PER LA RAFFIGURABILITÀ, ovvero trasformare un elemento astratto in concreto, le parole in immagini, il pensiero in elemento sensoriale. Questo avviene perché durante il sonno si ha una regressione (un ritorno alla parte più primitiva di noi) e tutta la nostra rappresentazione verbale viene trasformata solo in immagini.
4. ELABORAZIONE SECONDARIA, avviene prima del risveglio ed è come un riordino della narrazione del sogno (so che sto per svegliarmi, quindi cerco di elaborare il sogno per renderlo più coerente e “rassicurante” per la coscienza, colmando le lacune lasciate dall'inconscio).